# Donna Reed
Donna Reed (Donna Belle Mullenger) (Denison, 1921. január 27. – Beverly Hills, 1986. január 14.) Oscar-díjas amerikai színésznő.

## Fiatalkora
1921. január 27-én született az iowai Denisonban William Richard Mullenger (1893-1981) és Hazel Jane Shives (1899-1975) leányaként. Az öt gyermek közül Donna volt a legidősebb, metodista szellemben nevelkedett. Miután leérettségizett szülővárosában azt tervezte, hogy tanár lesz, de nem volt pénze a helyi főiskolára. A nagynénje tanácsára Los Angelesbe költözött, ahol elkezdte a főiskolát. A tanulmányai mellett különböző színházi produkciókban lépett fel, de nem tervezte, hogy színésznő lesz. Miután több filmstúdió is próbafelvételre hívta, végül aláírt a Metro-Goldwyn-Mayerhez, de ragaszkodott hozzá, hogy előbb befejezi tanulmányait.

## Karrierje
Mikor 1941-ben aláírta a szerződést az MGM-mel, még abban az évben debütált a filmvásznon a The Get-Away című produkcióban. Donna Adams néven szerepelt, amit később a stúdió döntése nyomán Donna Reedre változtatott. Két évvel később Mickey Rooneyval játszott az Az élet komédiájában, majd 1945-ben a Dorian Gray képe című horrorban volt látható.

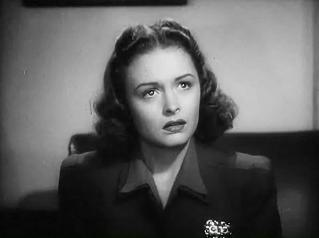
Reed 1941-ben

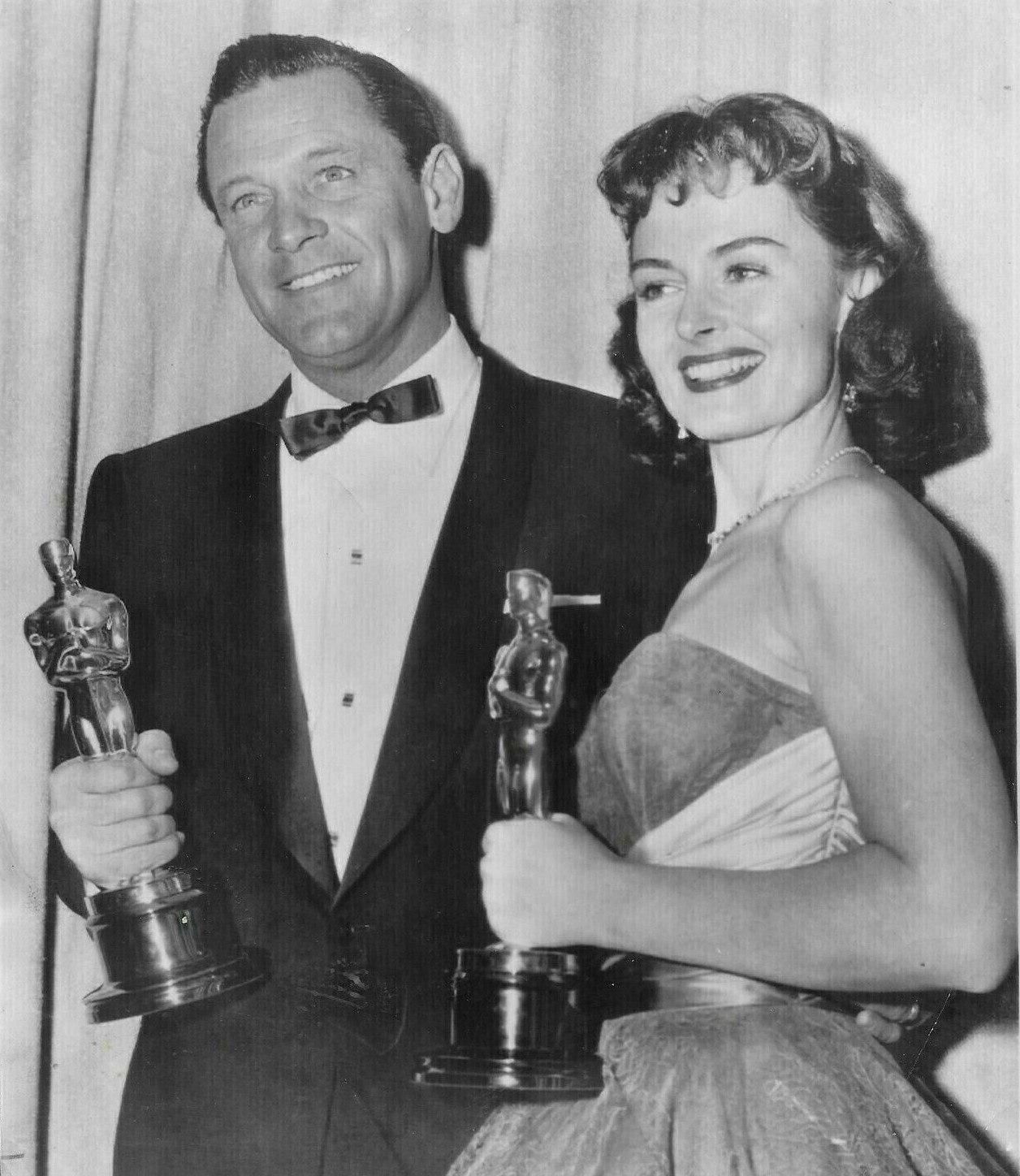
Reed és William Holden elnyert Oscar-díjukkal (1954)

Előnyös külseje és kedves megjelenése miatt a második világháború alatt népszerű címlaplánnyá vát a katonák körében. Reed személyesen válaszolt a tengerentúl szolgálatot teljesítők leveleire.
1946-ban az RKO Pictures kölcsönvette az MGM-től Mary Bailey szerepére Frank Capra Az élet csodaszép című filmjéhez. A filmet később az Amerikai Filmintézet beválasztotta minden idők 100 legjobb amerikai filmje köze, továbbá az egyik legnagyobb karácsonyi klasszikussá vált.
Egy évvel később A Zöld delfin utca című történelmi drámában játszott Lana Turner és Van Heflin mellett. 1953-ban Alma Burkeöt, egy prostituáltat, Montgomery Clift karaktere szeretőjét alakította a Most és mindörökkében. Az alakításáért az Amerikai Filmakadémia Oscar-díjjal jutalmazta legjobb női mellékszereplő kategóriában.
1958-ban kezdte el forgatni a The Donna Reed Show című televíziós vígjátéksorozatot, melyben egy idealizált középosztálybeli háziasszonyt formált meg. A széria nyolc évadot futott az ABC-n az 1966-os leállásáig.
A Dallas című sorozat 1984-85-ös évadjában Barbara Bel Geddest helyettesítette, aki úgy döntött, hogy kiszáll a történetből. Amikor a következő szezonra mégis visszatért, Reedet hirtelen kirúgták. Ezért beperelte a produkciót szerződésszegésért, amiért később a bíróság több, mint egymillió dolláros kártérítést ítélt meg neki.

## Magánélete
1943 és 1945 között a sminkmester William J. Tuttle (1912-2007) felesége volt. Szintén 1945-ben hozzáment a producer Tony Owenhez (1907-1984), akivel négy gyermeket neveltek fel: Penny Jane, Anthony, Timothy és Mary Anne (a két idősebbiket örökbe fogadták). Reed és Owen 1971-ben elváltak, majd három évvel később hozzáment egy nyugalmazott katona őrnagyhoz, Grover W. Asmushoz (1926-2003), akivel haláláig együtt maradt. Reed a vietnámi háború alatt békeaktivista volt.

## Halála
1986. január 14-én hunyt el hasnyálmirigyrákban Beverly Hillsben 13 nappal a 65. születésnapja előtt. Mindössze halála előtt három hónappal diagnosztizálták súlyos betegségét. A Los Angeles-i Westwood Village Memorial Park Cemeteryben helyezték örök nyugalomra.

## Hagyatéka
Özvegye Grover W. Asmus, más családtagok és barátai létrehozták Reed szülővárosában Denisonban a Donna Reed Alapítvány az Előadóművészetért nevű nonprofit szervezetet, mellyel ösztöndíjat nyerhetnek tehetséges előadóművész tanulók.
Reed szülővárosában évente megrendezik a Donna Reed Fesztivált is. Oscar-díja megtekinthető a denisoni W. A. McHenry múzeumban. A filmiparban betöltött helyének köszönhetően csillagja ott van a Hollywood Walk of Fame-en.

## Fontosabb filmjei
- 1956 - Váltságdíj (Ransom!) - Edith Stannard
- 1954 - Amikor utoljára láttam Párizst (Last Time I Saw Paris) - Marion Ellswirth
- 1953 - Bosszú dühe (Gun Fury) - Jennifer Ballard
- 1953 - Kutyaütő golfütők - (The Caddy) Kathy Taylor
- 1953 - Most és mindörökké (From Here to Eternity) - Alma Burke
- 1947 - A Zöld delfin utca (Green Dolphin Street) - Marguerite Patourel
- 1946 - Az élet csodaszép (It's a Wonderful Life) - Mary Bailey
- 1945 - Bevetették őket (They Were Expendable) - Sandy Davyss hadnagy
- 1945 - Dorian Gray képe (The Picture of Dorian Gray) - Gladys Hallward
- 1943 - Ezer mosoly (Thousands Cheer) - ügyfél a Vörös Csontváz jelenetben
- 1943 - Az élet komédiája (The Human Comedy) - Bess Macauley
- 1941 - A sovány ember árnyéka (Shadow of the Thin Man) - Molly

## Fordítás
- Ez a szócikk részben vagy egészben  a   Donna_Reed című angol Wikipédia-szócikk fordításán alapul.  Az eredeti cikk szerkesztőit annak laptörténete sorolja fel. Ez a jelzés csupán a megfogalmazás eredetét és a szerzői jogokat jelzi, nem szolgál a cikkben szereplő információk forrásmegjelöléseként.